# Mikołaj Chaustowicz
Mikołaj Chaustowicz (biał. Мікола Валянцінавіч Хаўстовіч, Mikoła Walancinawicz Chaustowicz, ur. 10 sierpnia 1959 we wsi Młynka, rejon słucki obwodu mińskiego) – białoruski literaturoznawca, historyk literatury, wykładowca Białoruskiego Uniwersytetu Państwowego i Uniwersytetu Warszawskiego.

## Życiorys
Po ukończeniu szkoły średniej odbył służbę wojskową. W latach 1980–1985 studiował na Wydziale Filologicznym Białoruskiego Uniwersytetu Państwowego. W 1993 obronił pracę kandydacką pt. Biełaruski litaraturna-hramadski ruch u 30–40-ja hh. XIX st., a w 2003 pracę doktorską pt. Mastacki metad Jana Barszczeuskaha i razwiccio biełaruskaj litaratury 30–40-ch hh. XIX st. W 2009 Prezydent RP nadał mu tytuł profesora.
Po ukończeniu studiów pracował jako nauczyciel w rejonie słuckim. W latach 1988–1991 odbył studia aspiranckie w Katedrze Literatury Białoruskiej Białoruskiego Uniwersytetu Państwowego, gdzie następnie podjął pracę jako wykładowca. W 1993 został wykładowcą Katedry Historii Literatury Białoruskiej Białoruskiego Uniwersytetu Państwowego, w 2000 stanął na czele Katedry. W 2005 podjął pracę w Katedrze Białorutenistyki Uniwersytetu Warszawskiego. Jest redaktorem naukowym rocznika „Acta Albaruthenica”.

## Wybrane publikacje
Jest autorem ponad 200 publikacji, artykułów i programów nauczania, m.in.:
- Jan Barszczewski, Wybranyja twory, Mińsk 1998 (red., przedm., kom.)
- Biełaruskaja litaratura XVIII–XIX stahoddziau. Zbornik tekstau, Mińsk 2000 (red., kom.)
- XIX stahoddzie. Nawukowa-litaraturny almanach, Mińsk 2000 (red., tłum., kom.)
- Historyja biełaruskaj litaratury 30–40-ch hh. XIX st., Mińsk 2001
- Pracy kafiedry historyi biełaruskaje litaratury Biełdziarżuniwiersiteta. Nawukowy zbornik, Mińsk 2001– (red.)
- Na parozie zabytaje swiatyni. Tworczasć Jana Barszczeuskaha, Mińsk 2002
- Mastacki metad Jana Barszczeuskaha, Mińsk 2003
- Ajczyna zdaloku i zblizku. Ihnacy Jackouski i Alaksandar Rypinski, Mińsk 2006
- Biełaruskaja litaratura. Chrestamatyja. Cz. 1-3, Mińsk 2006 (red.)
- Droga ku wzajemności. Tom jubileuszowy dedykowany prof. Aleksandrowi Barszczewskiemu, Warszawa 2006 (współred.)
- Droga ku wzajemności. 50 lat białorutenistyki na Uniwersytecie Warszawskim, Warszawa 2007 (współred.)
- Życcio i tworczasć Ramualda Padbiareskaha, Mińsk 2008
- Alaksandar Rypinski. Znajomy i nieznajomy w: „Arche” 5/2009
- Szlachami da biełaruskasci. Narysy, artykuły, ese, Warszawa 2010

Wybrane przekłady:
- Jan Barszczewski, Szlachcic Zawalnia, abo Biełaruś u fantastycznych apawiadanniach, Mińsk 1990, 2005, 2009
- Regina Salomea Pilsztyn, Awantury majho życcia, Mińsk 1993, 2008
- Franciszek Karpiński, Czynsz, Mińsk 1997
- Ignacy Chodźko, Uspaminy kwiestara, Mińsk 2007
- Ignacy Jackowski, Apowiesć z majho czasu, albo Litouskija pryhody, Warszawa 2010
- Stanisław Stankiewicz, Biełaruskija elementy u polskaj ramantycznaj paezii, Warszawa 2010